# Carl Benjamin
Carl Benjamin (n. 1 septembrie 1979; cunoscut în mediul online sub pseudonimul de Sargon of Akkad), este un comentator politic de pe YouTube și dezvoltator de jocuri, britanic. Aliasul lui Benjamin este preluat de la primul conducător al Imperiului Akkadian, Sargon de Akkad.
Benjamin este, de asemenea, un YouTuber popular, canalul său cu un conținut liberal clasic și libertarian, depășind 690 de mii de abonați (în august 2017).

## Legături externe
- Canal YouTube
- Cont pe Twitter
- Cont pe Facebook